# Великий державний хурал
Великий державний хурал Монголії (монг. Монгол Улсын Их Хурал, монг. пис. ᠤᠯᠤᠰ ᠤᠨ ᠶᠡᠬᠡ ᠬᠤᠷᠠᠯ) — вищий законодавчий орган (парлямент) Монголії і законодавча влада зберігається тільки за ним.
Великий державний хурал однопалатний, налічує 126 членів. Вибори проводяться за змішаною виборчою системою: 78 депутатів обираються за мажоритарною і 48 — за пропорційною системами. Члени Великого державного хуралу обираються громадянами Монголії, які мають право голосу, на основі вільного і прямого виборчого права таємним голосуванням строком на 4 роки.
В давній Монголії «хуралом» називалося віче, на якому збиралися найважливіші особи поселення.

## Історичне парляменту Монголії

### Іх хуралдай
У 1206 році у витоках річки Онон зібралося велике зібрання монгольської знаті, яке проголосило всьому світу створення Великої Монгольської держави та вшанувало Темуджіна як хана Чингіса. Коли Чингісхана було зведено на престол як хана всієї Монголії, вельможі монгольських племен зібралися і прийняли рішення у Великому Хуралі, який був першою формою парляменту. Монголи вирішували такі важливі питання, як вибір короля, війна та мир.

### 1914 рік
Було створено Великі і Малі державні збори. Управління державним зборами, що проіснувало до грудня 1915 року, займало місце в державній структурі і було дорадчим органом короля Богда Джібзундбамба (Джебдзун-Дамба-хутухта) і уряду, а також давало доручення урядовому міністерству з ряду питань.
Будь-яке питання мало обговорюватися двома палатами Державного Хуралу, Великим та Малим хуралами, і ці збори приймали рішення та виконували свій головний обов’язок: обговорення та затвердження норм і положень, що регулюють правові відносини.

### 1924 рік
Було скликано перше скликання Великого народнього хуралу.
26 листопада 1924 року ці збори затвердили першу Конституцію з шести розділів і 50 статей. Конституція передбачала, що «вища влада Монгольської Народньої Республіки зберігається у Великому Хуралі, і доцільно залишити верховну владу держави за Головами Хуралів і урядом у вільний час між засіданням Хуралу». Таким чином було створено Державний Хурал з 30 членів, а голови Державного Хуралу були обрані з 5 членів.

### 1940 рік
VIII скликання Великого народнього хуралу затвердило другу Конституцію Монголії.
Вища влада Монгольської Народньої Республіки здійснювалося Великим народнім хуралом. Великий народній хурал утворюється з представників трудящих міст і аймаків та представників народно-революційних військових, які обираються міськими і аймакськими зборами по одному представнику від 1,5 тис. населення. Державні збори скликаються один раз на три роки Державними зборами.

### 1960 рік
Була затверджена третя Конституція Монгольської Народньої Республіки.
Великий народний хурал є вищим органом державної влади Монгольської Народньої Республіки. Тільки Великий народний хурал має право приймати закони в Монгольській Народній Республіці. Постійна комісія Великого народнього хуралу МНР, Голови Великого народного хуралу, Рада Міністрів, Верховний Суд МНР, депутати Великого народного хуралу мають право розробляти закони та їхні проєкти.

## З закону про вибори
Новий закон про вибори був ухвалений на черговій весняній сесії Великого державного хуралу 25 грудня 2015 року.
Закон про вибори зазнав кількох принципових змін. Наприклад:
- Вибори депутатів Великого державного хуралу проводяться разом з виборами народніх представників аймаків та столиці;
- Єдиним законом регулюються вибори Президента Монголії, депутатів Великого державного хуралу, Столичної ради народніх представників, аймакових, сумових і районних рад народніх представників, які раніше регулювалися окремо;
- Технічний підрахунок бюлетенів виборців до 50% дільничних виборчих комісій;
- Збереження попередньої системи 48:28, де 48 депутатів обираються з виборчих округів, а 28 за партійними списками;
- Обводячи назву партії-учасниці виборів, учасник виборів робить свій вибір, дивлячись на людину;
- Рішення з виборчого спору повинно бути ухвалене протягом максимум 60 днів;
- Місцеві вибори проводяться за стовідсотковою мажоритарною системою;
- Посадові особи органів державної служби, керівники та заступники керівників юридичних осіб державної та місцевої власності звільняються з посад на 3 місяці заздалегідь, якщо вони висуваються представниками місцевих зборів;
- З іншого боку, звичайні державні службовці можуть балотуватися на виборах під час виконання своїх основних обов’язків.

## Повноваження
- Ухваддення, внесення змін і доповнень до законів;
- Визначення основ внутрішньої та зовнішньої політики держави;
- Визначення основних напрямів державних фінансів, кредиту, оподаткування, грошово-кредитної політики, економічного і соціального розвитку країни;
- Затвердження програми діяльності Уряду, державного бюджету та звіту про його виконання;
- Створення правових основ системи, організації та діяльності місцевого самоврядування та адміністративних організацій;
- Ратифікація та анулювання міжнародних договорів Монголії за поданням уряду;
- Встановлення або припинення дипломатичних відносин з іноземними державами;
- Право обирати та призначати:
  - Голову та заступників Голови Великого державного хуралу, які обираються з числа депутатів Великого державного хуралу шляхом висування кандидатур і голосування;
  - Призначення і оголосити вибори Президента Монголії та депутатів Великого державного хуралу;
  - Створення та зміна структури та складу інших організацій, підпорядкованих безпосередньо Великому державному хуралу;
  - Призначення, зміна та звільнення членів Прем'єр-міністра, членів Уряду та інших організацій, підпорядкованих Великому державному хуралу відповідно до закону;
- Контроль за виконанням законів та інших рішень Великого державного хуралу.

## Робота парламенту
Великий державний хурал є вищим органом державної влади, і лише Великий державний хурал (парлямент) здійснює законодавчу владу.
Великий державний хурал має одну палату і складається зі 126 членів. Парлямент вважається повноважним, якщо принаймні три чверті загальної кількості депутатів, які були обрані після чергових парляментських виборів, приведені до присяги.
Депутат Великого державного хуралу є послом народу та відстоює інтереси всіх громадян і народу в цілому. Термін повноважень депутата Великого державного хуралу починається з присяги Державному Гербу і закінчується приведенням до присяги новообраних депутатів після наступних парляментських виборів.
- Перше засідання
  - Протягом 30 діб з дня чергового голосування Президент своїм указом призначає та скликає перше засідання Великого державного хуралу.
- Чергові сесії
  - Чергова осіння сесія Великого Державного Хуралу скликається з 01 жовтня по 10 лютого, а чергова весняна сесія — з 5 квітня по 1 липня.
- Позачергова сесія
  - Він скликається на вимогу більше однієї третини всіх членів Великого Державного Хуралу або за ініціативою Президента чи Голови Великого Державного Хуралу.
- Спеціяльна сесія
  - Якщо президент оголошує надзвичайний стан або воєнний стан, засідання буде проведено протягом 72 годин.

- Пленарне засідання Великого державного хуралу
  - Пленарне засідання Великого державного хуралу формується більшістю зі 126 депутатів. Вона збирається щочетверга та щотижня.
- Урочисте засідання Великого державного хуралу
  - Урочисте засідання Великого державного хуралу скликаються за розпорядженням Голови Великого державного хуралу для відзначення історичних ювілейних дат і подій, нерозривно пов'язаних з історією, незалежністю та суверенітетом Монголії, а також для виступу високопоставлених іноземних гостей.
- Засідання комітетів
  - Великий державний хурал має постійні комітети у сфері державної політики, які складаються з 10-19 осіб і збираються щовівторка та щосереди. Підкомітет, що знаходиться під юрисдикцією Постійного комітету, відповідає виключно за певну частину роботи комітету. Тимчасова комісія утворюється постановою Великого державного хуралу для вивчення окремих питань, формулювання пропозицій та представлення результатів депутатам.
- Засідання партійних та коаліційних груп
  - Партії та коаліції, які отримали не менше 8 місць у Великому Державному Хуралі за результатами виборів у Великий Державний Хурал, формують групи, засідання групи проводяться щопонеділка.

## Законодавча процедура
Законодавча ініціятива належить:
- Президенту Монголії
- депутату Великого державного хуралу
- Уряду Монголії

### Етапи
- I етап
  - На засіданні партійної, коаліційної групи та профільного регламентного комітету робляться пропозиції та висновки щодо обговорення проєкту закону на пленарному засіданні Великого державного хуралу.
  - Обговорення питання про те, чи розглядати проєкт на пленарному засіданні Великого державного хуралу.
  - Якщо буде прийнято рішення про обговорення проєкту, він буде переданий до постійного комітету для підготовки до першого читання. Але якщо в обговоренні немає необхідності, ініціятори проєкту ухвалюють рішення про його повернення.
- II етап
  - На засіданні постійного комітету проєкт закону готують до першого читання, вносять пропозиції та висновки. На цьому етапі депутати Великого державного хуралу від партії чи коаліційної групи вислювлюють свої думки щодо проєкту та включатимуть їх до висновків регламентного комітету.
  - На пленарному засіданні Великого державного хуралу проходить перше читання проєкту закону.
  - Після голосування проєкт закону передається до постійного комітету для підготовки до остаточного читання і голосування за основу та в цілому.
- III етап
  - Постійний комітет включає правки, внесені під час першого читання, до первинної редакції проєкту закону та готує представлення для остаточного читання і голосування за основу та в цілому.
  - Регламентний комітет представляє проєкт закону, підготовлений для остаточного читання і голосування за основу та в цілому на пленарному засіданні Великого державного хуралу.
  - На пленарному засіданні Великого державного хуралу проходить остаточне читання проєкту закону, голосування за затвердження проєкту за основу та в цілому. Якщо проєкт в цілому не буде схвалено, законодавці вирішуюють щодо його відкликання.
- IV етап
  - Постійний комітет представляє питання, вирішені в підсумковому обговоренні, і підготує остаточний проєкт закону та інших рішень Великого державного хуралу.
  - Остаточний варіант закону та інших рішень Великого державного хуралу представляється на пленарному засіданні Великого державного хуралу.
  - Після внесення до Великого державного хуралу остаточної редакції закону та інших рішень парламенту Голова Великого державного хуралу підписує їх протягом 3 робочих днів.
  - Закони та інші рішення Великого державного хуралу скеровуються Президенту Монголії протягом доби після їх прийняття. Якщо президент накладе вето, це питання обговорюється і вирішується на засіданні Великого державного хуралу.
  - Закони та інші рішення Великого державного хуралу оприлюднюються у бюлетені «Державна інформація».